# Törst
Dorst (Zweeds: Törst) is een Zweedse dramafilm uit 1949 onder regie van Ingmar Bergman.

## Verhaal
In 1946 hebben Rut en haar man Bertil hun vakantie doorgebracht in Italië. Ze reizen vanuit Bazel met de trein terug naar hun thuisland Zweden en passeren daarbij door het verwoeste Duitsland. Naar buiten toe lijkt hun huwelijk op rolletjes te lopen, maar in werkelijkheid zijn ze allebei ongelukkig. Dat ligt voornamelijk aan de voortdurende stemmingswisselingen van Rut. Ze is hysterisch, lijdt aan slapeloosheid en heeft een alcoholverslaving. Terwijl de trein langs verwoeste landschappen raast, denkt Rut terug aan een vroegere liefde en diens vrouw.
Als jong meisje had Rut een affaire met de veel oudere, getrouwde officier Raoul, voordat ze met diens echtgenote werd geconfronteerd. Toen Rut zwanger raakte van hem, dwong Raoul haar tot abortus. Die ingreep leidde echter tot complicaties met haar gezondheid. Rut werd onvruchtbaar en haar geliefde liet haar staan. Daar kwamen nog eens lichamelijke klachten bij, waardoor Rut haar carrière als danseres werd geschaad. Uit haat voor mannen werd haar vriendin Valborg homoseksueel.
De man van Rut, een hoogleraar oudheidkunde, denkt aan een voorbije liaison met de weduwe Viola, die net als Rut geestelijk instabiel is. In de film wordt getoond hoe Viola tijdens de treinreis van Rut en Bertil vlucht voor een psychiater, hoe Valborg haar tracht te verleiden en hoe ze ten slotte zelfmoord pleegt.
Intussen zijn de spanningen tussen Bertil en Rut dusdanig geëscaleerd, dat hij zijn vrouw vermoordt. Bertil wordt wakker en stelt vast dat de moord slechts een droom was. Het echtpaar beslist hun relatie nog een kans te geven.

## Rolverdeling
| Acteur          | Personage         |
| --------------- | ----------------- |
| Eva Henning     | Rut               |
| Birger Malmsten | Bertil            |
| Hasse Ekman     | Dr. Rosengren     |
| Mimi Nelson     | Valborg           |
| Birgit Tengroth | Viola             |
| Bengt Eklund    | Raoul             |
| Naima Wifstrand | Juffrouw Eriksson |